# Discours sur le colonialisme
Rasprava o kolonijalizmu djelo je francuskog književnika i političara Aimé Césairea. Prvi puta je objavljeno 1950. godine. Taj kratki tekst govori o procesu kolonizacije okrivljujući «nepobjedivu Europu» da je kolonizirala svijet pod izlikom njegovog civiliziranja.

## Kontekst djela
U vrijeme kad je djelo napisano i objavljeno, pedesetih godina 20. stoljeća, ideja o velikoj Francuskoj počinje slabjeti, a mišljenja Francuza o kolonizaciji su sve više podijeljena. Sve manje ljudi vjeruje u humanističke, miroljubive ciljeve kojima kolonizatori opravdavaju svoja djela. Francuski građani postaju svjesni da je ta „civilizatorska misija“ tek težnja za ostvarenjem ekonomskih i političkih ciljeva. Zastupnik Aimé Césaire često nije bio slobodan izražavati svoje mišljenje o francuskoj kolonizaciji pa sva svoja razmišljanja ujedinjuje u ovoj Raspravi o kolonijalizmu.

## Analiza djela

### Kolonijalizam prema Césaireu
U uvodu upoznajemo temu djela, kolonijalizam. Preciznije, tema djela su razlozi za kolonijalizam kojima Francuzi opravdavaju svoje činove, nazivajući ih miroljubivima dok u stvarnosti oni nisu ni najmanje miroljubivi. Neki od termina koje koriste su evangelizacija, filantropija i obrazovanje, ali autor čitateljima želi otvoriti oči i ukazati na to da je kolonizacija samo institucija za provođenje trgovačkih interesa. Autor također upućuje na činove decivilizacije i dehumanizacije kao osnovne probleme s kojima su suočene kolonizirane države. Kao usporedbu uzima Drugi svjetski rat i nacizam. Prema Césaireu, jedina razlika između nacizma i kolonijalizma je to što europski kolonijalisti sebe smatraju mirotvorcima dok su zapravo obični zločinci. 

### Odnos bijelaca prema afričkom stanovništvu
U nastavku autor daje primjere za postupke bijele rase koja se uvijek smatrala superiornom od crne rase. Jedan primjer je tekst Jules Romainsa. Po njemu su ljudi crne rase nesposobni za bilo kakvo logičko razmišljanje ili intelektualna otkrića. Césaire upozorava čitatelja, ako je crne rase, kako mora biti svjestan da će naići na mnogo neprijatelja te da će ga mnogi ljudi osuđivati na osnovi boje kože. Ističe kako to neće činiti samo sadistički guverneri, kolonizatori ili političari, već i brojni akademici, intelektualci, obrazovani književnici ili građani koji još uvijek imaju usađenu svijest o tome kako Francusku treba sačuvati od svih međurasnih miješanja.

### Dehumanizacija
Césaire uvodi pojam postupne dehumanizacije. Odbija ideju Zapada kojom su oni odgovorni za donošenje svih odluka u svijetu i koloniziranim zemljama. Tom idejom kolonizirane zemlje lišene su svake mogućnosti razvitka vlastite kulture, a sve više im se nameće europska. 

### Césaireovo viđenje budućnosti
Posljednji dio rasprave je svojevrsna sinteza svih autorovih misli. Govori kako je francuska buržoazija uvela pojmove kao što su čovjek, humanizam i nacija, ali svojim postupcima sve to uništavaju izvan granica vlastite države i Europe. Césaire ističe da Europljani nisu svjesni kako uništavanjem drugih nacija i kultura štete sami sebi. Također, govori o Amerikancima kao velikom silom koja utječe na cijeli svijet i nitko ne može pobjeći njezinom utjecaju. Uspoređuje ih s okupatorima Antičkog Rima koji su svojom pohlepom također htjeli okupirati cijeli svijet. Jedino rješenje koje Césaire vidi za izlaz iz ovakvog potlačenog društva je promjena europskog društva iz buržoaskog u proletarijatsko koje bi se moglo boriti protiv nametnutog kapitalizma.

## Poruka djela
Osnovna poruka ovog eseja je da se kolonijalizam ne može smatrati miroljubivim pokretom kojim Europljani pomažu Africi. Nasuprot, to je pokret kojim se afričko stanovništvo lišava svoje kulture i bilo kakve mogućnosti da sami odlučuju o razvoju svojih država i svoje kulture. Ovdje je vidljiva i poveznica s Césaireovim djelom Zapis o povratku u rodni zavičaj gdje autor također piše o nesposobnosti afričkog stanovništva da sami odlučuju o svojoj sudbini, već im se nameće tuđa kultura i jezik. Ciljevi Europljana oduvijek su bili barbarski i sebični, a ideja o civiliziranju ostalog svijeta naknadno je izmišljena kako bi opravdali svoje postupke.